# Berresa abyssa
Berresa abyssa là một loài bướm đêm trong họ Noctuidae.